# João Batista Correia Néri
João Batista Corrêa Neri (Campinas, 6 de outubro de 1863 - Campinas, 1 de fevereiro de 1920) foi um bispo católico brasileiro.
Em 11 de abril de 1886 foi ordenado padre por Dom Lino Deodato Rodrigues de Carvalho.
Foi sagrado bispo, em Roma, no dia 1 de novembro de 1896, para assumir a diocese do Espírito Santo.
Em 30 de outubro de 1908 assumiu a recem criada diocese de Campinas, quando prestou juramento, perante o arcebispo de São Paulo, Dom Duarte Leopoldo e Silva, na Igreja do Rosário.
Seu lema episcopal era Spiritus Domini Ductor (Latim: O Espírito do Senhor me Conduz).